# 松下淳一
松下 淳一（まつした じゅんいち、1961年6月 - ）は、日本の法学者。専門は、民事手続法・倒産法。青山善充門下。東京大学教授を経て、学習院大学法学部教授。

## 略歴
- 1986年3月 - 東京大学法学部卒業
- 1986年4月 - 東京大学法学部助手
- 1989年10月 - 日本銀行金融研究所研究事務嘱託
- 1990年4月 - 学習院大学法学部法学科専任講師
- 1991年4月 - 学習院大学法学部法学科助教授
- 1998年4月 - 学習院大学法学部法学科教授
- 2004年4月 - 東京大学大学院法学政治学研究科・法学部教授
- 2019年4月　- 東京大学総長補佐[1]
- 2024年 - 学習院大学法学部教授[2]

## 著作
- 伊藤眞・山本和彦との共編『新会社更生法の基本構造と平成16年改正』（有斐閣、2005年）
- 伊藤眞・山本和彦との共編『新破産法の基本構造と実務』（有斐閣、2007年）
- 『民事再生法入門』（有斐閣、2009年）
- 山本弘・長谷部由起子との共著『民事訴訟法』（有斐閣［有斐閣アルマ］、2009年）
- 菱田雄郷との共編『倒産判例百選〔第6版〕』（有斐閣、2021年）